# Frosini (Chiusdino)
Frosini (pronuncia Fròsini) è una frazione del comune italiano di Chiusdino, nella provincia di Siena, in Toscana.

## Storia
Di origini molto antiche – è infatti ricordato in documenti dell'XI secolo – era di proprietà dei conti della Gherardesca e rivestiva un ruolo difensivo importante, soprattutto per la presenza di un castello in posizione strategica sulla strada Massetana che conduceva da Siena alle Colline Metallifere ed alla Maremma. Con il XIII secolo Frosini entrò a far parte del dominio della Repubblica di Siena.

## Monumenti e luoghi d'interesse

### Architetture religiose
Al centro del borgo è ubicata la chiesa della Madonna del Buon Consiglio, edificata nel XIX secolo in stile neoclassico, su progetto dell'architetto Gaetano Baccani. All'interno sono conservate pregevoli opere, tra cui alcune tele di Pietro Benvenuti e Carlo Dolci.
Frosini possiede un proprio cimitero.

### Architetture militari
Il castello di Frosini rimane oggi in posizione dominante sul borgo, anche se risulta significativamente modificato in seguito allo smantellamento delle fortificazioni e la sua trasformazione in villa signorile. Nel castello è testimoniata in epoca medievale la presenza dei Cavalieri Templari che avevano adibito la loro magione, la "Mansio Templi de Fruosina", a ricovero per i viaggiatori ed i pellegrini. I Templari avevano edificato nelle vicinanze, in località Valloria nella valle del fiume Feccia, affluente della Merse, anche una chiesa in stile romanico.
Il castello è proprietà privata.

## Infrastrutture e trasporti
Il borgo di Frosini si trova sulla Strada statale 73 Senese Aretina, nel tratto compreso tra Monticiano e Rosia.